# 最美的相遇
《最美的相遇》是一部描寫慈濟基金會彭瑞芬師姐的真實人生電視劇，由李佳豫 、楊鎮 、傅雷、謝其文、蘇意菁、郭昱晴、高山峰、許仁、林筳諭等演員領銜主演，於2019年3月21日在大愛電視20:00首播。

## 大愛會客室

### 首播
| 片名       | 頻道       | 播映日期      | 播映時間        |
| 大愛會客室 | 大愛海外台 | 2019年3月21日 | 21:00-21:11播出 |
| 大愛會客室 | 大愛電視台 | 2019年3月21日 | 00:19-00:30播出 |
| 大愛會客室 | 大愛海外台 | 2019年3月21日 | 09:49-10:00播出 |

## 播出時間
以下時間以當地時間（台灣時間）為準

### 電視首播
| 頻道                            | 所在地               | 播映日期                     | 播映時間                  |
| 大愛電視台 （數位頻道同步播出） | 台灣                 | 2019年3月21日－2019年4月22日 | 20:00-20:48播出（無廣告） |
| 大愛海外台                      | 與大愛電視台同步播出 | 2019年3月31日－2019年4月22日 | 20:00-21:00播出（含廣告） |

### 網路首播
| 頻道                 | 備註                 | 播映日期                     | 播映時間                  |
| Yahoo! TV            | 與大愛電視台同步播出 | 2019年3月21日－2019年4月22日 | 20:00-20:48播出（無廣告） |
| YouTube 大愛網路劇場 | 與大愛電視台同步播出 | 2019年3月31日－2019年4月22日 | 20:00-20:48播出（無廣告） |

## 演員列表

### 主要演員
| 演員   | 角色           | 介紹 | 登場集數                     |
| 李佳豫 | 彭瑞芬         | 本劇女主角，陳亞羽妻子，曾任職百貨公司先後擔任內衣與男式西裝專櫃服務員，婚後有時候也陪大妹當義工，也希望弟弟能在職進修，因為自己妹妹彭瑞梓單身緣故無法領養小孩，所以彭瑞芬與陳亞羽決定把陳怡文領養當自己女兒。在陳亞羽因腦溢血住院長期昏迷不醒，與陳鴻羽和醫生商量後，決定忍痛拔管讓自己丈夫不再受病痛折磨。喪夫一陣子後，瑞芬決定回百貨公司上班，知道自己先生在生前提過退休後想做志工，剛好在百貨同事玉蘭的因緣介紹下加入了慈濟。 | 第1集－第23集                |
| 楊鎮   | 陳亞羽         | 本劇男主角，彭瑞芬丈夫，任職於空軍，對彭瑞芬一見鍾情，曾與王勇賢為了彭瑞芬緣故而爭風吃醋，對工作與家庭非常認真負責。婚後也對彭瑞芬疼愛和體貼，時常幫忙分攤家事，因為彭瑞梓單身緣故無法領養小孩，所以彭瑞芬與陳亞羽決定把陳怡文領養當自己女兒，還教自己妻子學開車，在某一日亞羽因為腦溢血住進加護病房，昏迷指數三，一直昏迷不醒情況下，醫生建議拔管下而撒手人寰。                                                                   | 第1集－第13集、23集（夢裡）  |
| 傅雷   | 陳父           | 陳亞羽父親，年輕擔任軍官，退伍後擔任學校教官，個性不怒而威且人脈廣，父母親相當恩愛，是模範夫妻，希望兒子陳亞羽早日成家立業，時常介紹相親對象，日後陳父被診斷出肝癌，白陳父病情急轉直下，撒手人寰。 | 第2集－第6集                 |
| 郭昱晴 | 陳母           | 陳亞羽母親，父母親相當恩愛，是模範夫妻，希望兒子陳亞羽早日成家立業，時常介紹相親對象，在自己丈夫生病住院期間，彭瑞芬還到醫院去探望，陳母非常感動，在自己丈夫過世後，經自己大兒子陳鴻羽提議到美國住一陣子順便散心，出國前也答應陳亞羽與彭瑞芬的婚事；回國後經歷兒子媳婦領養孫女事件與自己兒子因腦溢血昏迷不醒要把管事件，依舊堅強的尊重媳婦的決定並且去面對。                                                                       | 第2集－第7集 第10集－第13集  |
| 謝其文 | 彭父           | 彭瑞芬父親，個性脾氣好，開設傳統雜貨店與賣紅豆湯，還有做資源回收工作貼補家用，為了養育兒女，年輕時到外地工作打拼，個性節儉樸實，非常疼愛兒女，因為兒子彭瑞松的關係，內心也是很擔心。 | 第1集－第13集                |
| 蘇意菁 | 彭母           | 彭瑞芬母親，開設傳統雜貨店與賣紅豆湯，有做生意頭腦，時常在家做代工貼補家用，因為兒子彭瑞松年輕賭博欠錢的表現讓她整天很生氣，使得有段時間個性脾氣火爆，但其實非常疼愛子女，年紀大後開始做起資源回收工作，也看到自己兒女的孝順感到欣慰，之後胃痛老毛病犯了，卻只吃營養品，不常去看醫生，之後彭母被送到急診室，沒隔多久即辭世。 | 第1集－第18集                |
| 高山峰 | 胡金標         | 彭瑞芬透過邱老闆認識介紹的，是邱老闆的老鄰居，平時依靠打零工過生活，有一對兒女胡晏誠與胡佳安，平時嗜好喜愛喝酒，因為自己妻子後來跑了，胡金標更是藉酒消愁，因為嗜酒成性，兒子晏誠曾經為了阻止自己喝酒，將所有的錢藏起來，讓他氣的到學校找人而惹出不小風波，有一次金標還喝醉跌倒受傷送醫掛急診，還讓瑞芬特地趕到醫院來關心胡家狀況，之後出院後，經由彭瑞芬與自己的兒女勸戒之下，金標深刻檢討後決心要開始戒酒與找工作養家。           | 第16集－第23集               |
| 許仁   | 彭瑞松         | 彭瑞芬弟弟，青年學生時貪玩個性，翹家還吸強力膠，整天惹麻煩，還提出休學，時常讓父母親煩惱，休學後經由父親的朋友介紹，到工廠當學徒，在自己母親與姊姊們的勸說之下決定去戒毒，退伍後擔任開車送貨司機，個性漸漸成熟穩重，懂得孝順父母與持家，平時會下廚，手藝也不錯。終生未婚，之後肝癌末期住院治療，不久後病逝。 | 第1集－第13集 第15集－第19集 |
| 薛提縈 | 彭瑞霞         | 彭瑞芬大妹，個性溫柔賢慧，孝順父母，也懂得察言觀色，是個虔誠佛教信仰並吃素，曾經帶自己姊夫陳亞羽去佛寺替陳父祈求病情好轉，也曾開導自己弟弟彭瑞松去戒毒勒戒，結婚之後也有當義工，之後肝癌末期住院治療，不久後病逝。 | 第1集－第9集 第11集－第12集  |
| 林筳諭 | 彭瑞梓         | 彭瑞芬二妹，個性活潑古靈精怪，喜愛化妝與時髦打扮，小時候常跟自己的哥哥彭瑞松很要好，常常一起玩耍，青年時相當注意自己身材，但在一場火災中瑞梓不幸被燒傷，手部動植皮手術，使她失去自信變得自卑，並拒絕大家的關心，有一段時間住在彭瑞芬家休養復健，恢復良好後自己搬到台北打拼工做。因為有位同事無法養育小孩，但瑞梓單身不能領養孩子，亞羽跟瑞芬決定收養孩子。                                                                         | 第8集－第13集 第15集－第23集 |
| 黎沛婕 | 彭瑞梓（少女） | 彭瑞芬二妹，個性活潑古靈精怪，喜愛化妝與時髦打扮，小時候常跟自己的哥哥彭瑞松很要好，常常一起玩耍，青年時相當注意自己身材，但在一場火災中瑞梓不幸被燒傷，手部動植皮手術，使她失去自信變得自卑，並拒絕大家的關心，有一段時間住在彭瑞芬家休養復健，恢復良好後自己搬到台北打拼工做。因為有位同事無法養育小孩，但瑞梓單身不能領養孩子，亞羽跟瑞芬決定收養孩子。                                                                         | 第1集－第7集                 |

### 其他演員
| 演員   | 角色           | 介紹 | 登場集數                          |
| 鍾其翰 | 王勇賢         | 陳亞羽在部隊的同袍，任職於空軍，在彭瑞芬年輕任職於百貨業時，曾對她有好感並想追求她，軍中隊上的聯誼舞會多次邀請彭瑞芬參加，曾與為了彭瑞芬緣故而陳亞羽爭風吃醋。 | 第1集－第3集 第5集，第9集         |
| 羅子惟 | 徐台生         | 陳亞羽在部隊的同袍與多年好友，與陳亞羽父母親熟識，任職於空軍，曾經在軍中因陳亞羽和王勇賢爭風吃醋勸架時而受輕傷住院，與陳亞羽很要好，時常幫陳亞羽出點子主意。 | 第1集－第12集                     |
| 劉克勉 | 沈隊長         | 陳亞羽任職於空軍的上司長官，因王勇賢與陳亞羽爭風吃醋在軍中鬧大的緣故，所以居中協調。 | 第1集－第4集                      |
| 吳允翰 | 陳鴻羽         | 陳亞羽哥哥，得知父親被診斷出肝癌，遠在美國特地趕回來陪伴父親，因為父親過世緣故，決定帶母親到美國住一陣子順便散心。在陳亞羽因腦溢血住院長期昏迷不醒，與彭瑞芬和醫生商量後，決定忍痛拔管讓自己弟弟不再受病痛折磨。 | 第6集－第7集 第12集－第13集       |
| 程學書 | 邱老闆         | 彭瑞芬想了解胡晏的家庭情況，透過武大姊介紹認識的，住在武大姊家的附近街上，是為開設雜貨店的，跟胡金標很要好，也是胡金標的多年老鄰居，時常關心他，會跟彭瑞芬講胡家狀況，也心疼胡家狀況，偶爾會把自己種的香蕉分給胡家吃，但是因為有次金標喝酒受傷住院後嚇到，打電話通知彭瑞芬後，開始也勸胡金標不要喝酒消愁，要他振作起來去工作養家。 | 第16集－第23集                    |
| 耿慧珠 | 武大姊         | 彭瑞芬接觸訪視處理個案，從大陸嫁過來台灣已有二十幾年，先生過世後，自己一個人獨自生活，有一段時間在餐廳工作，本身個性低調，不怎麼會提及自己家人與兒女事情，也鮮少來往，經過彭瑞芬開導後，開始漸漸與兒女電話聯絡及來往，因為坐骨神經問題使得右腿時常麻，需要長期做復健，進出醫院時常都是由彭瑞芬開車載著，讓武大姊感動不己，在身體狀況好轉後決定回去家鄉養老與自己兒女同住。                                                                                                   | 第15集－第16集                    |
| 官家宇 | 陳思聰師兄     | 彭瑞芬加入慈濟後參加固定訪視所認識的班底，本業開一家安全帽與機車配件專賣店，到偏鄉訪視時擔任司機，個性樂觀且有人情味，進而變成多年好友。 | 第14集－第18集                    |
| 林景立 | 范振壹師兄     | 彭瑞芬加入慈濟後參加固定訪視所認識的班底，個性樂觀且有人情味，進而變成多年好友。 | 第14集－第15集 第17集－第18集     |
| 黃素雅 | 吳王妹師姊     | 彭瑞芬加入慈濟後所認識的師姐，一起參與過訪視等活動，並介紹慈濟後固定訪視班底成員給彭瑞芬認識，因為自己年紀較大，打算培養彭瑞芬當她的訪視這塊的接班人。 | 第14集－第15集                    |
| 戴若梅 | 麗卿師姊       | 彭瑞芬加入慈濟初次去上課認識的慈濟師姐，個性樂觀且有人情味，有六位兒女要養育，進而變成多年好友，家裡經營麵攤，住在瑞芬附近，時常帶吃的來關心瑞芬，在瑞芬到醫院當志工期間，也幫忙照看瑞芬兒女。 | 第13集－第23集                    |
| 玓靜   | 碧華師姊       | 彭瑞芬加入慈濟初次去上課認識的慈濟師姐，個性樂觀且有人情味，進而變成多年好友，時常也與彭瑞芬參加訪視活動，從事環保志工方面有成。 | 第13集－第18集                    |
| 許瀞蔆 | 美蓮師姊       | 彭瑞芬加入慈濟初次去上課認識的慈濟師姐，個性樂觀且有人情味，進而變成多年好友，時常也與彭瑞芬參加訪視活動，經由彭瑞芬的推薦，決定帶領她女兒陳怡文從事和學習靜思堂志工的相關工作與事物。 | 第13集－第16集 第18集             |
| 呂曉青 | 玉蘭           | 彭瑞芬在百貨公司的同事，聽聞彭瑞芬想當志工意願，透過本身認識慈濟的古和珍師姐也當志工，來介紹給彭瑞芬加入慈濟的契機。 | 第13集－第14集                    |
| 李晴   | 小芳           | 彭瑞芬在百貨公司的同事與好友，假日時會一起出外踏青，因為王勇賢的邀約下，決定和彭瑞芬一起去參加舞會。 | 第1集－第5集 第8集 第10集－第14集 |
| 陳榕姍 | 修貞           | 彭瑞芬在百貨公司的同事與好友，假日時會一起出外踏青，因為王勇賢的邀約下，決定和彭瑞芬一起去參加舞會。 | 第1集－第5集 第8集 第10集－第14集 |
| 譚曉嵐 | 素珍           | 彭瑞芬接觸的第一個訪視處裡個案，因為自己的先生吸毒被關，平時以打零工賺錢生活，因為家中清寒，時常帶著小可四處搬家，素貞又因為補助款沒有下來，對瑞芬處處刁難，對與自己女兒處於叛逆期，時常發生口角感到非常頭痛。 | 第14集－第16集                    |
| 王宇庭 | 小可           | 彭瑞芬接觸的第一個訪視處裡個案，年輕學生時代吸毒被管訓，個性叛逆，起初對彭瑞芬有防備心且愛理不理的，因為家中清寒，學生時代內心一直想要找工作分攤家計，曾經透過網友介紹下，想去做酒店當服務生的工作。多年後與朋友合開餐廳，並與彭瑞芬重逢。 | 第14集－第16集 第22集             |
| 薛宇廷 | 陳勇廷         | 彭瑞芬與陳亞羽的大兒子，個性獨立自主，對父母貼心，成熟又懂事，從高中開始就沒向家裡拿過錢，就讀研究所與在外打工自給自足，在自己妹妹陳怡文得其實是養女的情況下，第一個主動向自己詢問確認下，老實的跟自己妹妹說，之後也私下跟自己的母親講說妹妹已經知道養女的事情。 | 第14集，第16集 第18集－第23集     |
| 陳羽翔 | 陳勇廷（少年） | 彭瑞芬與陳亞羽的大兒子，個性獨立自主，對父母貼心，成熟又懂事，從高中開始就沒向家裡拿過錢，就讀研究所與在外打工自給自足，在自己妹妹陳怡文得其實是養女的情況下，第一個主動向自己詢問確認下，老實的跟自己妹妹說，之後也私下跟自己的母親講說妹妹已經知道養女的事情。 | 第7集－第14集                     |
| 余宥樂 | 陳怡誠         | 彭瑞芬與陳亞羽的二兒子，個性獨立自主，對父母貼心，成熟又懂事，從高中開始就沒向家裡拿過錢，在見到母親彭瑞芬對素珍訪視個案中，不知如何與小可溝通有點鬱悶情況下，建議母親以朋友心情去跟小可相處模式後，小可漸漸接受瑞芬。 | 第14集－第15集 第21集－第23集     |
| 張恩瑋 | 陳怡誠（童年） | 彭瑞芬與陳亞羽的二兒子，個性獨立自主，對父母貼心，成熟又懂事，從高中開始就沒向家裡拿過錢，在見到母親彭瑞芬對素珍訪視個案中，不知如何與小可溝通有點鬱悶情況下，建議母親以朋友心情去跟小可相處模式後，小可漸漸接受瑞芬。 | 第7集－第14集                     |
| 洪怡琪 | 陳怡文         | 彭瑞芬與陳亞羽所領養的女兒，個性獨立自主，對父母貼心，乖巧又懂事，在見到母親彭瑞芬對素珍訪視個案中，不知如何與小可溝通有點鬱悶情況下，建議母親以朋友心情去跟小可相處模式後，小可漸漸接受瑞芬，對母親孝順，從自己舅舅那而學來一些廚藝，有時候煮給媽媽彭瑞芬吃，因為學校要辦學雜費減免事宜，跟母親要父親的撫卹令證明文件，也意外的發現自己其實是彭瑞芬與陳亞羽的養女；瑞芬看她想做事心態，之後決定帶她到靜思堂做志工，因為當志工跟打訪視報告經驗，讓他大學決定報考心理諮商系。 | 第19集－第23集                    |
| 鄭伃庭 | 陳怡文（少女） | 彭瑞芬與陳亞羽所領養的女兒，個性獨立自主，對父母貼心，乖巧又懂事，在見到母親彭瑞芬對素珍訪視個案中，不知如何與小可溝通有點鬱悶情況下，建議母親以朋友心情去跟小可相處模式後，小可漸漸接受瑞芬，對母親孝順，從自己舅舅那而學來一些廚藝，有時候煮給媽媽彭瑞芬吃，因為學校要辦學雜費減免事宜，跟母親要父親的撫卹令證明文件，也意外的發現自己其實是彭瑞芬與陳亞羽的養女；瑞芬看她想做事心態，之後決定帶她到靜思堂做志工，因為當志工跟打訪視報告經驗，讓他大學決定報考心理諮商系。 | 第14集－第18集                    |
| 陳昱安 | 陳怡文（童年） | 彭瑞芬與陳亞羽所領養的女兒，個性獨立自主，對父母貼心，乖巧又懂事，在見到母親彭瑞芬對素珍訪視個案中，不知如何與小可溝通有點鬱悶情況下，建議母親以朋友心情去跟小可相處模式後，小可漸漸接受瑞芬，對母親孝順，從自己舅舅那而學來一些廚藝，有時候煮給媽媽彭瑞芬吃，因為學校要辦學雜費減免事宜，跟母親要父親的撫卹令證明文件，也意外的發現自己其實是彭瑞芬與陳亞羽的養女；瑞芬看她想做事心態，之後決定帶她到靜思堂做志工，因為當志工跟打訪視報告經驗，讓他大學決定報考心理諮商系。 | 第12集－第14集                    |
| 林暉閔 | 胡晏誠         | 胡金標的兒子，彭瑞芬透過武大姊認識的，看到胡家境清寒與疏於大人看管，晏誠跟佳安常常因為沒東西吃而餓肚子，下定決心把這件當作重點訪視個案，並且要去時常關心，去胡家探訪，晏誠卻因為擔心瑞芬是社會局派來的，把瑞芬鎖在門外，瑞芬不得其門而入，感到困擾，但是在一次自己爸爸胡金標喝醉受傷送醫，瑞芬趕到醫院來安撫晏誠與佳安，得到晏誠與佳安的信任。曾經為了阻止父親喝酒，晏誠將所有的錢藏起來，代表學校參加壘球比賽。                                                             | 第20集－第23集                    |
| 楊宸宥 | 胡晏誠（童年） | 胡金標的兒子，彭瑞芬透過武大姊認識的，看到胡家境清寒與疏於大人看管，晏誠跟佳安常常因為沒東西吃而餓肚子，下定決心把這件當作重點訪視個案，並且要去時常關心，去胡家探訪，晏誠卻因為擔心瑞芬是社會局派來的，把瑞芬鎖在門外，瑞芬不得其門而入，感到困擾，但是在一次自己爸爸胡金標喝醉受傷送醫，瑞芬趕到醫院來安撫晏誠與佳安，得到晏誠與佳安的信任。曾經為了阻止父親喝酒，晏誠將所有的錢藏起來，代表學校參加壘球比賽。                                                             | 第16集－第20集                    |
| 廖姿晴 | 胡佳安         | 胡金標的女兒，彭瑞芬透過武大姊認識的，看到胡家境清寒與疏於大人看管，晏誠跟佳安常常因為沒東西吃而餓肚子，下定決心把這件當作重點訪視個案，並且要去時常關心，聽到哥哥晏誠說擔心瑞芬是社會局派來的，很怕被迫與爸爸胡金標分開而擔心，但是在一次自己爸爸胡金標喝醉受傷送醫，瑞芬趕到醫院來安撫晏誠與佳安，得到晏誠與佳安的信任，有甚麼事情都會告訴彭瑞芬。 | 第20集－第23集                    |
| 楊家芸 | 胡佳安（少女） | 胡金標的女兒，彭瑞芬透過武大姊認識的，看到胡家境清寒與疏於大人看管，晏誠跟佳安常常因為沒東西吃而餓肚子，下定決心把這件當作重點訪視個案，並且要去時常關心，聽到哥哥晏誠說擔心瑞芬是社會局派來的，很怕被迫與爸爸胡金標分開而擔心，但是在一次自己爸爸胡金標喝醉受傷送醫，瑞芬趕到醫院來安撫晏誠與佳安，得到晏誠與佳安的信任，有甚麼事情都會告訴彭瑞芬。 | 第16集－第20集                    |
| 張哲瑋 | 粘益嘉         | 來參加慈青社社團活動中認識到彭瑞芬，老家住南部，一個人到北部讀書，因為與彭瑞芬特別投緣又有話聊，所以也常稱瑞芬媽媽，在年輕時候遇到情感煩惱事情時，會主動找彭瑞芬諮詢，在彭瑞芬建議下，希望益嘉大學四年先以課業為主，並鼓勵他去考相關證照，以便日後求職做準備，之後開始當家教。 | 第14集－第20集                    |
| 粘益嘉 | 郭華嚴         | 。 |                                   |

## 電視劇歌曲
| 曲別   | 歌名     | 演唱者 | 作詞   | 作曲   | 編曲   | 演奏   |
| 主題曲 | 幸福拼圖 | 許仁   | 熊儒賢 | 陳永龍 | 王士榛 | 王士榛 |

## 大愛會客室名單
| 集數   | 日期          | 來賓                   | 主持人 |
| 第1集  | 2019年3月22日 | 李佳豫、楊鎮           | 譚艾珍 |
| 第2集  | 2019年3月23日 | 李佳豫、楊鎮           | 譚艾珍 |
| 第3集  | 2019年3月26日 | 楊鎮                   | 譚艾珍 |
| 第4集  | 2019年3月27日 | 彭瑞芬、李佳豫         | 譚艾珍 |
| 第5集  | 2019年3月28日 | 彭瑞芬、楊鎮           | 譚艾珍 |
| 第6集  | 2019年3月29日 | 李佳豫、楊鎮           | 譚艾珍 |
| 第7集  | 2019年3月30日 | 彭瑞芬、楊鎮           | 譚艾珍 |
| 第8集  | 2019年4月2日  | 許仁杰                 | 譚艾珍 |
| 第9集  | 2019年4月3日  | 李佳豫、 林筳諭        | 譚艾珍 |
| 第10集 | 2019年4月4日  | 蘇薏菁、 林筳諭        | 譚艾珍 |
| 第11集 | 2019年4月5日  | 蘇薏菁、 謝其文        | 譚艾珍 |
| 第12集 | 2019年4月8日  | 彭瑞芬、李佳豫         | 譚艾珍 |
| 第13集 | 2019年4月9日  | 彭瑞芬、陳怡文         | 譚艾珍 |
| 第14集 | 2019年4月10日 | 彭瑞芬、李佳豫         | 譚艾珍 |
| 第15集 | 2019年4月11日 | 彭瑞芬、許仁杰         | 譚艾珍 |
| 第16集 | 2019年4月12日 | 彭瑞芬                 | 譚艾珍 |
| 第17集 | 2019年4月13日 | 彭瑞芬、高山峰         | 譚艾珍 |
| 第18集 | 2019年4月16日 | 彭瑞芬                 | 譚艾珍 |
| 第19集 | 2019年4月17日 | 彭瑞芬                 | 譚艾珍 |
| 第20集 | 2019年4月18日 | 彭瑞芬、粘益嘉         | 譚艾珍 |
| 第21集 | 2019年4月19日 | 彭瑞芬、陳思聰         | 譚艾珍 |
| 第22集 | 2019年4月20日 | 彭瑞芬、李佳豫、陳怡文 | 譚艾珍 |
| 第23集 | 2019年4月23日 | 彭瑞芬、陳怡文         | 譚艾珍 |

## 工作人員列表

### 製作團隊
- 監　製：王端正、葉樹姍、顧文珊
- 戲劇顧問：龐宜安
- 總策劃：賈玉華
- 製作人：顧若馨
- 導　演：林書宏
- 編　劇：王瑋、吳映璇
- 顧　問：彭瑞芬
- 製　片：吳宗台、李宜芸、詹雅傑
- 企宣統籌：董碧玲
- 企劃宣傳：黃玟瑜、黃昭傑、翁詩閔
- 副導演：譚筱嵐
- 場　記：朱美錡
- 攝影師：陳文欽、魏思傑、賴仕偉
- 攝影助理：張峯銘、盧樂道、王稚榆
- 攝影器材：上京影業
- 燈光師：虞金寶
- 燈光助理：林一龍、游奕謙
- 燈光器材：上京影業
- 美術設計：洪銘澤
- 道　具：黃升俞、李偉聖、高志成
- 服　裝：王雅玲、李佩芸
- 梳化妝師：蔡秀英、蔡金燕
- 梳化助理：梁哲熙、宋采穎
- 場　務：林吉祥、吳祈亨
- 場務器材：上京影業
- 剪　接：溫書賢
- 剪接助理：黃昱涵、梁啟慈
- 字　幕：王昭明
- 劇　照：蔡正泰、張皓婷
- 海報設計：張皓倫
- 聲音後期：杰瑞音樂
- 音效指導：余政憲
- 配樂編曲：徐儀芳、陳傳宇
- 音　效：吳知穎、吳旭雯
- 混　音：余政憲、吳知穎
- 後　製：大岱影視創意
- 2D特效：吳信樺、溫書賢
- 製作公司：影讚股份有限公司
- 監製公司：慈濟傳播人文志業基金會

## 外部連結
- 最美的相遇 官方網站 （页面存档备份，存于）－大愛劇場
- 大愛劇場的Facebook專頁
- 《最美的相遇 （页面存档备份，存于）》-YAHOO! TV （页面存档备份，存于） 線上看

| 大愛電視台 週一至週日 20:00 - 20:48          | 大愛電視台 週一至週日 20:00 - 20:48         | 大愛電視台 週一至週日 20:00 - 20:48 |
| -------------------------------------------- | ------------------------------------------- | ----------------------------------- |
|                                              | 最美的相遇 （2019年3月21日－2019年4月22日） |                                     |
| 菜頭梗的滋味 （2019年2月7日－2019年3月20日） | 雨過天青 （2019年4月23日－2019年6月3日）    |                                     |